# Verla
Verla is een 19e-eeuws dorp in de Finse gemeente Kouvola, dat gekenmerkt wordt door zijn molens.
De eerste molen was in 1872 gebouwd door Hugo Nauman, deze kwam op de westelijke oever van de stroomversnelling Verlankoski, maar moest sluiten vanwege financiële problemen en een brand in 1876. In 1882 werd vervolgens door Gottlieb Kreidl en Louis Haenel een hout- en kartonmolen gebouwd. In 1920 verkochten de eigenaren de fabrieken aan het Finse bedrijf Kissakoski, dat later is opgegaan in UPM-Kymmene. UPM bleef de fabrieken gebruiken tot 1964. Na de sluiting werden alle gebouwen en de machines geconserveerd en getransformeerd in een museum. Het Verla Mill museum werd in 1972 officieel geopend.
De hout- en kartonfabriek van Verla en de bijbehorende woonwijk is een bijzonder en goed bewaard gebleven voorbeeld van kleinschalige landelijke industriële nederzettingen gelieerd aan de productie van houtpulp, papier en karton. De molens, gebouwen en de arbeiderswoningen dateren grotendeels uit de jaren 1890 en het begin van de 20e eeuw. Er zijn ook drie waterkrachtcentrales voor de energievoorziening.
In 1996 werd het terrein werelderfgoed. Het perceel is 23 hectare groot en er staan nog zo'n 50 gebouwen. De Verlankoski stroomversnelling vormt de scheiding tussen het productiegebied en het woongedeelte. Bij de stroomversnellingen staan drie waterkrachtcentrales uit drie verschillende decennia, de nieuwste dateert uit de jaren negentig.
De steile rotswand boven de stroomversnellingen draagt een prehistorische rotsschildering, die vissen en jagen voorstelt.

## Fotogalerij

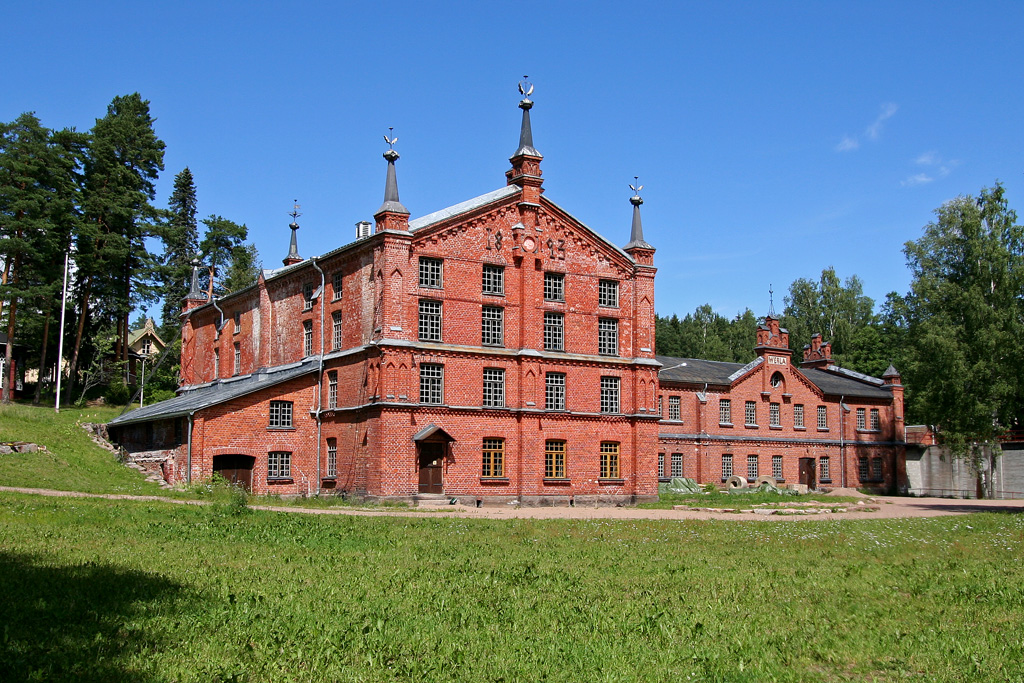
Verla museum
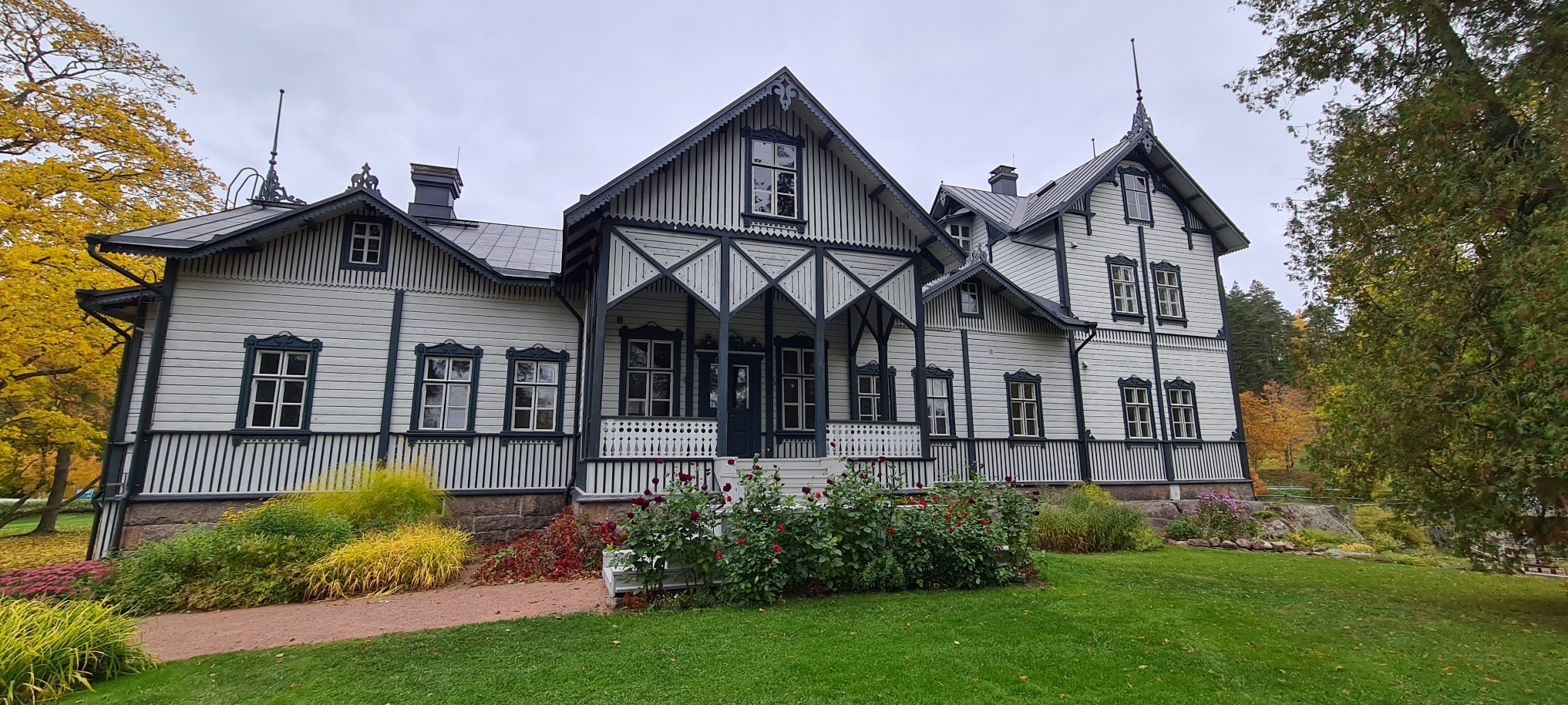
Woning bedrijfsleider
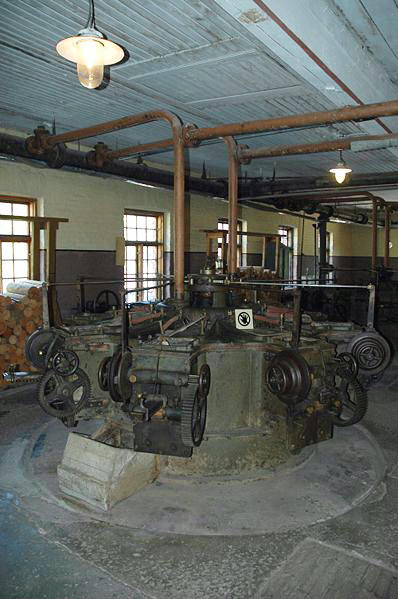
Machine pulpproductie
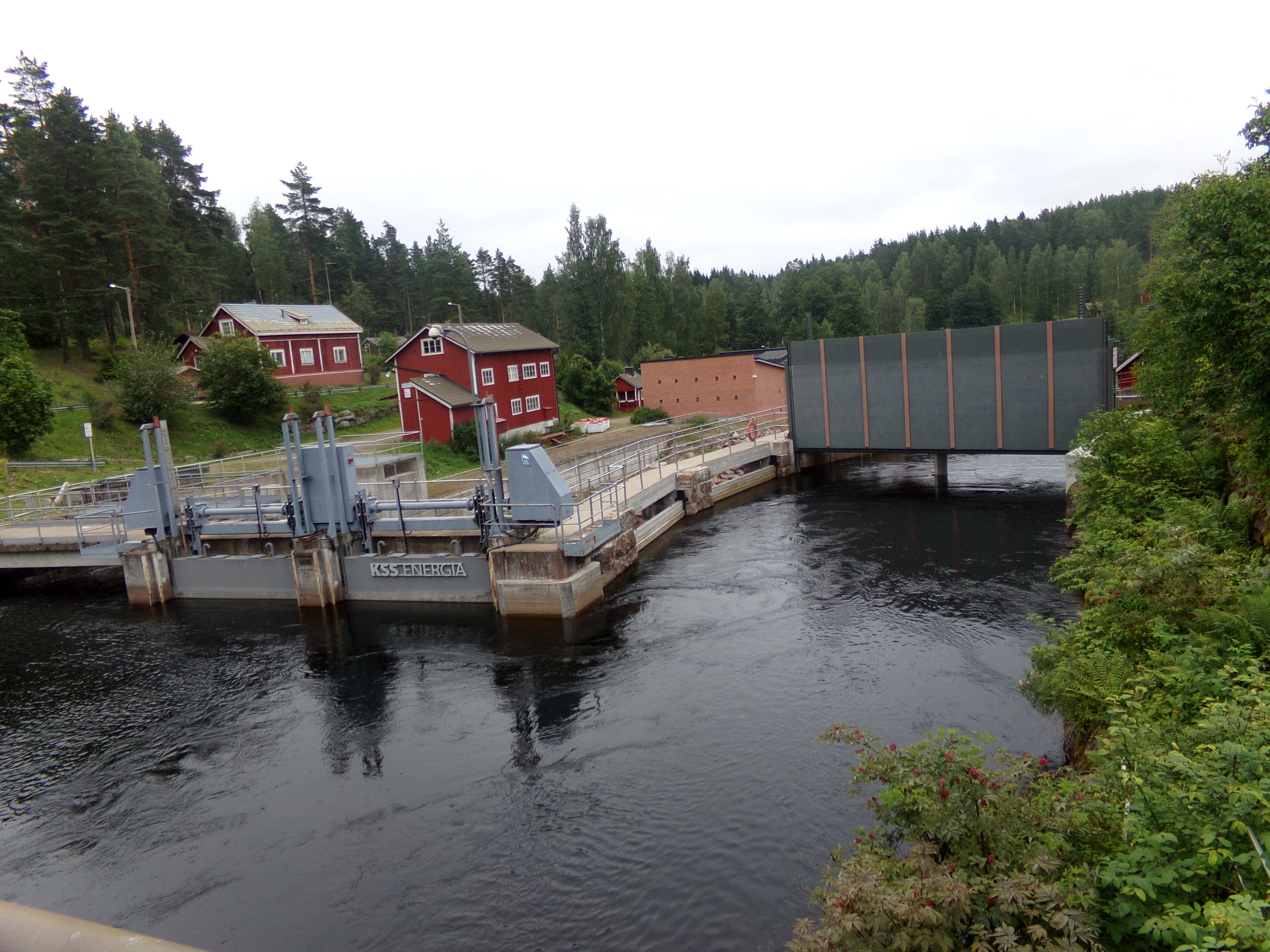
Waterkrachtcentrale